# Venzolasca
Venzolasca [vɛnzɔ'laska] est une commune française située dans la circonscription départementale de la Haute-Corse et le territoire de la collectivité de Corse. Elle appartient à l'ancienne piève de Casinca.

## Géographie
Les communes limitrophes sont Loreto-di-Casinca, Lucciana, Sorbo-Ocagnano et Vescovato.

### Localisation
Venzolasca a été construit dans la montagne, à l'abri des invasions. Il s'étale sur une sorte d'amphithéâtre naturel descendant vers la mer.
Venzolasca se situe à 30 km de Bastia, à 50 km de Corte, à 6 km de la mer, à 8 km de la rivière (U Golu), à 300 mètres d'altitude.
|                   | Vescovato      |                  |
| Loreto-di-Casinca | Venzolasca     | Mer Méditerranée |
|                   | Sorbo-Ocagnano |                  |

## Urbanisme

### Typologie
Au 1er janvier 2024, Venzolasca est catégorisée bourg rural, selon la nouvelle grille communale de densité à sept niveaux définie par l'Insee en 2022.
Elle appartient à l'unité urbaine de Borgo, une agglomération intra-départementale regroupant six  communes, dont elle est une commune de la banlieue,,. Par ailleurs la commune fait partie de l'aire d'attraction de Bastia, dont elle est une commune de la couronne,. Cette aire, qui regroupe 93 communes, est catégorisée dans les aires de 50 000 à moins de 200 000 habitants,.
La commune, bordée par la mer Méditerranée, est également une commune littorale au sens de la loi du 3 janvier 1986, dite loi littoral. Des dispositions spécifiques d’urbanisme s’y appliquent dès lors afin de préserver les espaces naturels, les sites, les paysages et l’équilibre écologique du littoral, tel le principe d'inconstructibilité, en dehors des espaces urbanisés, sur la bande littorale des 100 mètres, ou plus si le plan local d’urbanisme le prévoit.

### Occupation des sols
L'occupation des sols de la commune, telle qu'elle ressort de la base de données européenne d’occupation biophysique des sols Corine Land Cover (CLC), est marquée par l'importance des territoires agricoles (68,6 % en 2018), néanmoins en diminution par rapport à 1990 (71 %). La répartition détaillée en 2018 est la suivante : 
zones agricoles hétérogènes (30,2 %), prairies (24,6 %), forêts (19,9 %), cultures permanentes (10,4 %), zones urbanisées (8,7 %), terres arables (3,4 %), espaces verts artificialisés, non agricoles (1,4 %), milieux à végétation arbustive et/ou herbacée (1,4 %). L'évolution de l’occupation des sols de la commune et de ses infrastructures peut être observée sur les différentes représentations cartographiques du territoire : la carte de Cassini (XVIIIe siècle), la carte d'état-major (1820-1866) et les cartes ou photos aériennes de l'IGN pour la période actuelle (1950 à aujourd'hui).

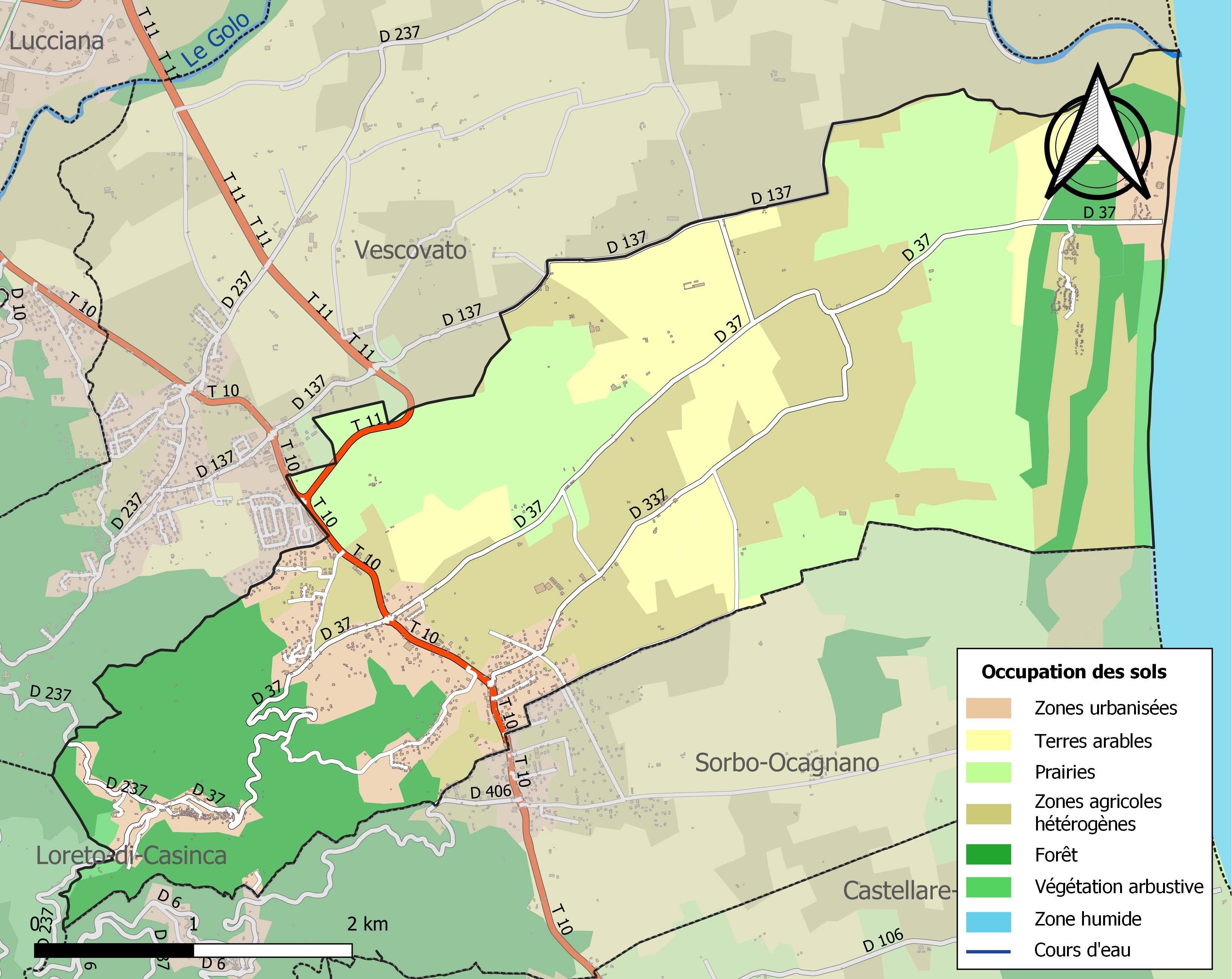
Carte des infrastructures et de l'occupation des sols de la commune en 2018 (CLC).

## Toponymie
Le nom corse de la commune est A Vinzulasca /a wintsu'laska/.

## Histoire
Ce microterritoire est marqué par l'existence de gisements du néolithique, du calcholithique, de l'âge du bronze et de l'âge du fer, et par la présence de nombreux vestiges de l'Antiquité classique. Un site du hameau de Palazzi était occupé au Ier siècle av. J.-C..
Venzolasca est un des sept lieux habités de la piève de Casinca mentionnés par Monseigneur Giustiniani, évêque de Nebbio, dans son ouvrage "Dialoguo nominato Corsica" paru en 1531. Paroisse de 115 « feux » en 1646, la commune compte 615 habitants en l'an VIII de la Révolution, et 1300 au début du XXe siècle. 
Tout d'abord groupée en un village établi sur un éperon rocheux dominant la plaine de Casinca d'environ 300 mètres, la population s'est enrichie de constructions récentes dans la plaine, autour de la route nationale (aujourd'hui T10-T11) et en bordure du littoral. Ce sont ces extensions qui constituent aujourd'hui la partie active de la commune (quartier Arena).

## Politique et administration

### Liste des maires
| Période                                  | Période   | Identité               | Étiquette | Qualité                            |
| ---------------------------------------- | --------- | ---------------------- | --------- | ---------------------------------- |
| maire en 1911                            | ?         | Pierre-Paul Moracchini |           |                                    |
| avant 1988                               | mars 2008 | Sylvestre Poli         | PRG       |                                    |
| mars 2008                                | En cours  | Balthazar Federici     | PRG       | Conseiller territorial depuis 2010 |
| Les données manquantes sont à compléter. |           |                        |           |                                    |

## Population et société

### Démographie
L'évolution du nombre d'habitants est connue à travers les recensements de la population effectués dans la commune depuis 1800. Pour les communes de moins de 10 000 habitants, une enquête de recensement portant sur toute la population est réalisée tous les cinq ans, les populations de référence des années intermédiaires étant quant à elles estimées par interpolation ou extrapolation. Pour la commune, le premier recensement exhaustif entrant dans le cadre du nouveau dispositif a été réalisé en 2005.

En 2022, la commune comptait 1 840 habitants, en évolution de +3,66 % par rapport à 2016 (Haute-Corse : +5,15 %, France hors Mayotte : +2,11 %).
| 1800 | 1806 | 1821 | 1831  | 1836  | 1841  | 1846  | 1851 | 1856  |
| ---- | ---- | ---- | ----- | ----- | ----- | ----- | ---- | ----- |
| 615  | 931  | 704  | 1 172 | 1 388 | 1 393 | 1 144 | 977  | 1 180 |

| 1861  | 1866  | 1872  | 1876  | 1881  | 1886  | 1891  | 1896  | 1901  |
| ----- | ----- | ----- | ----- | ----- | ----- | ----- | ----- | ----- |
| 1 140 | 1 163 | 1 182 | 1 207 | 1 222 | 1 250 | 1 260 | 1 250 | 1 283 |

| 1906  | 1911  | 1921  | 1926  | 1931  | 1936  | 1946  | 1954  | 1962 |
| ----- | ----- | ----- | ----- | ----- | ----- | ----- | ----- | ---- |
| 1 403 | 1 455 | 1 290 | 1 305 | 1 096 | 1 107 | 1 090 | 1 191 | 776  |

| 1968 | 1975 | 1982  | 1990  | 1999  | 2005  | 2006  | 2010  | 2015  |
| ---- | ---- | ----- | ----- | ----- | ----- | ----- | ----- | ----- |
| 863  | 924  | 1 032 | 1 162 | 1 333 | 1 572 | 1 679 | 1 666 | 1 772 |

| 2020  | 2022  | - | - | - | - | - | - | - |
| ----- | ----- | - | - | - | - | - | - | - |
| 1 795 | 1 840 | - | - | - | - | - | - | - |

## Culture locale et patrimoine

### Lieux et monuments
Couvent Saint-FrançoisDominant le village, le couvent a été bâti en pierre de taille, schiste et ardoise, au quatrième quart du XVIe siècle par les franciscains sur les fondations d'un premier établissement de 1236, dû à François d'Assise selon la tradition, mais plus probablement par le frère Parente. Il est cédé aux franciscains réformés en 1639, qui l'agrandissent durant la seconde moitié du XVIIe siècle puis remanié au cours de la première moitié du siècle suivant. Propriété privée depuis sa vente comme bien national, et aujourd'hui en ruine, il était organisé en U, autour d'un cloître formé d'arcs supportés par dix-huit colonnes. L'église romane de plan allongé du XVIIe siècle est composée d'une seule nef à vaisseau voûté en berceau à lunettes, à laquelle huit chapelles latérales voûtées en berceau plein-cintre ont été adjointes durant la première moitié du XVIIIe siècle. Le chœur est couvert d'une voûte en berceau à lunettes,,.

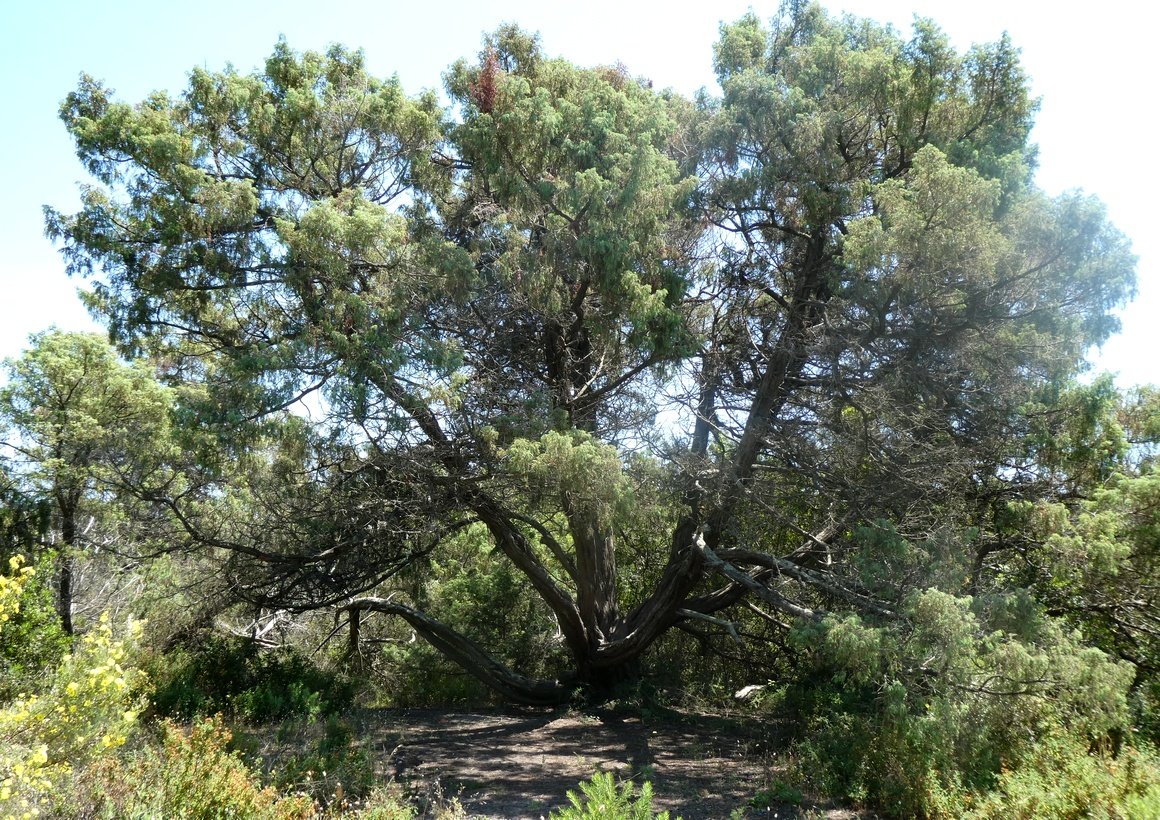
Genévrier-cade à Mucchiatana

Site naturel et préservé de MucchiatanaLe conservatoire du littoral a acquis 75 hectares entre 1982 et 1985 sur la commune, sur la construction deltaïque du fleuve Golo, au sud de son embouchure actuelle. Le couvert végétal sur la partie littorale présente une zonation très complète de groupements herbacés dunaires, puis d'un boisement de genévriers oxycèdres à gros fruits unique en Corse par sa densité et sa hauteur, qui fait la valeur exceptionnelle du site.
Église Santa LuciaÉdifice du XVIIIe siècle d'un type que les Génois ont construit en Corse en de nombreux exemplaires : façade d'ordonnance classique surmontée d'un fronton, nef unique avec chapelles latérales, chœur à chevet plat et clocher-tour à cinq étages accolé à la jonction de la nef et du chœur ; inscrite aux monuments historiques depuis 1926. À l'intérieur un tableau attribué à Luigi Bruneti représentant Sainte Lucie intercédant auprès de la Très Sainte Trinité pour les âmes du Purgatoire est protégé au titre d'objet.
Forge de QuercioloLe développement de la sidérurgie en Corse était dû à la présence de minerai de fer sur l'île et d'hématite sur l'île d'Elbe. Il y a eu jusqu'à 16 établissements situés pour la plupart dans la Castagniccia. C'est vers 1630 que sont apparues de nouvelles forges battant le fer à la génoise.

### Personnalités liées à la commune

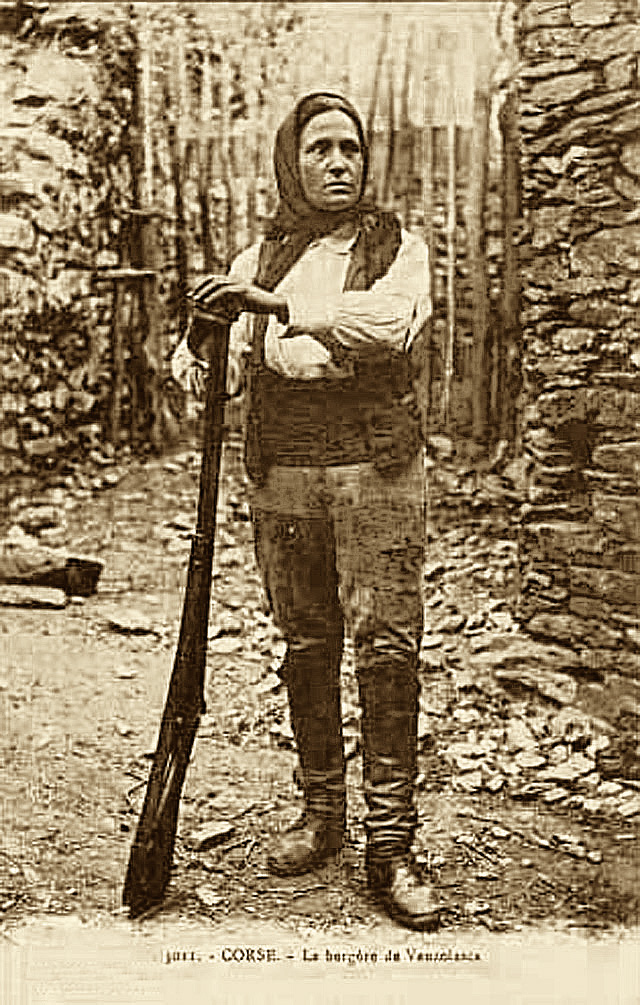
Bergère de Venzolasca au début du XXe siècle.

- Ketty Albertini (1926-1986) : actrice puis journaliste à l'ORTF et à Radio France. Elle est enterrée au village.
- Frédéric Antonetti (né à Venzolasca en 1961) : entraineur de club de football : Bastia, Saint-Étienne, Nice, Rennes, Lille, Metz.
- François-Louis Casabianca : général originaire du village.
- Dumenicu Cristini (1817-1900) : né à Venzolasca. Commissaire spécial de police. Poète de langue italienne et de langue corse. Auteur de Poesie di D. Cristini della Venzolasca, en 1842-1843, et de Dialetto Corso, en 1853.
- François-André Emmanuelli (1829-1900) : capitaine de la garde impériale sous Napoléon III jusqu'en 1870.
- Pierre Emmanuelli (1891-1971) : préfet maritime commandant Cherbourg et président du tribunal militaire.
- Alexandre Petrignani (Venzulasca, 1785 - tué entre Pianellu et Zuani, 1813) : poète. Salvatore Viale a emprunté à ses œuvres le sujet de la « Dionomachia ».
- Dumenicu Sanguinetti : bandit d'honneur, tué par des gendarmes.